# Vasco de la Zarza
Vasco de la Zarza (... – 1524) è stato uno scultore spagnolo del Rinascimento.

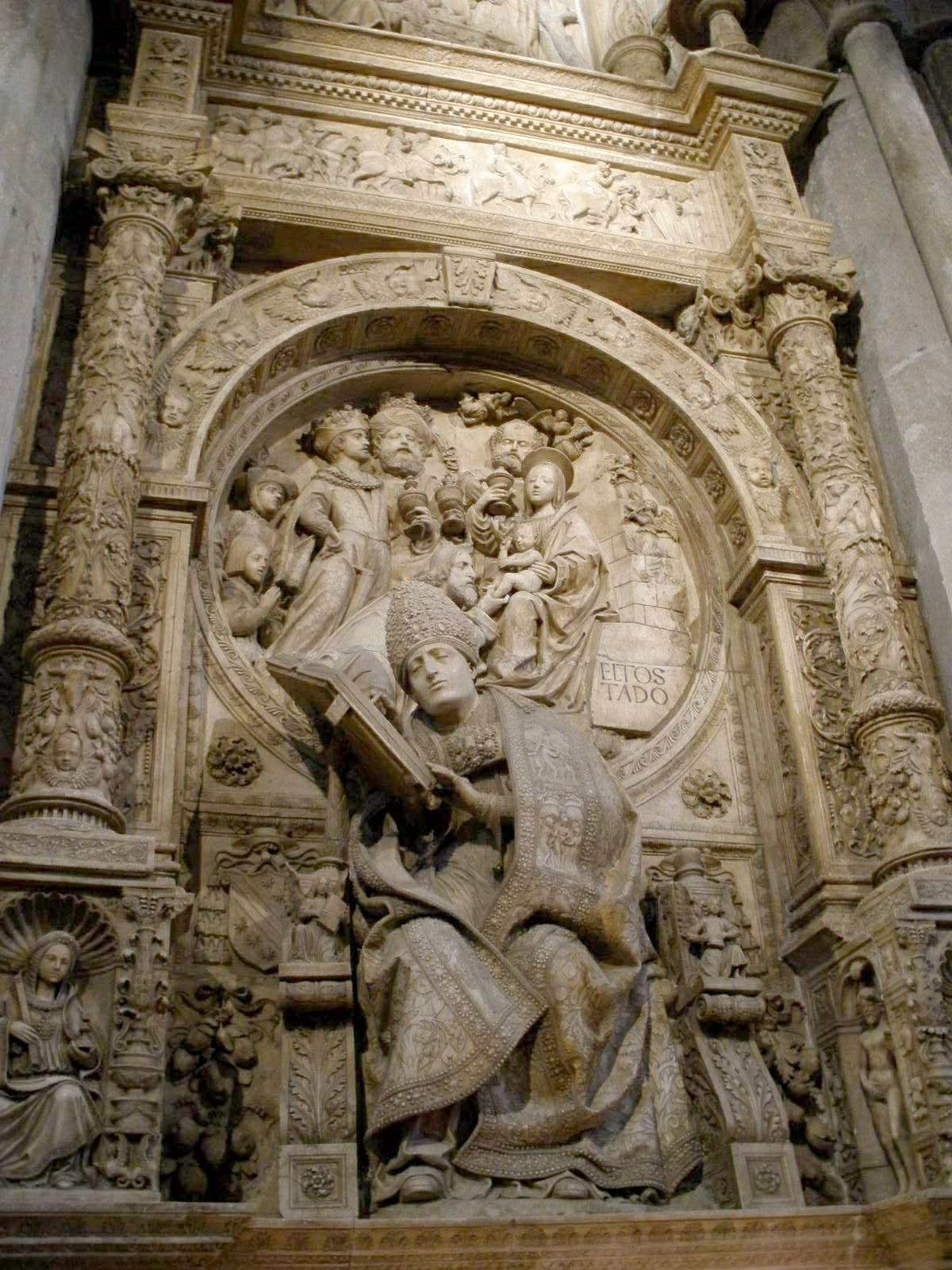
Sepolcro di Alonso Fernandez de Madrigal di Vasco de la Zarza, Cattedrale di Ávila, 1518

Floruit tra il 1499 e il 1524 e lavorò principalmente per la Cattedrale di Avila e in conventi della stessa città, ma eseguì anche lavori ad Ampudia, Cuéllar, Olmedo e Toledo.

## Biografia
Potrebbe essere nato a Toledo, anche se alcuni storici lo hanno considerato di origine portoghese. Viene menzionato per la prima volta nel 1499, quando fu incaricato della costruzione del tabernacolo dell'altare della Cattedrale di Avila, che completò nel 1508. Il suo lavoro mostra influenze di Domenico Fancelli. Si ritiene che abbia fatto un viaggio in Italia in gioventù, che gli avrebbe consentito di studiare l'arte del Rinascimento italiano, che ha influenzato il suo stile.
La sua opera più importante è la tomba di Alonso Fernandez de Madrigal (1518) in alabastro. Alonso de Madrigal, un importante umanista, è rappresentato nell'atto di scrivere su un leggio. Alla base della scultura sono rappresentate le virtù e su un grande rilievo circolare, l'Adorazione dei Magi. In alto, sul fregio sono raffigurati i Magi a cavallo e, in cima, la Natività. Nei quattro pannelli laterali, contornati da una cornice riccamente ornata, si trovano i quattro evangelisti, in atto di scrivere, sopra tondi con rappresentazioni di santi e, sopra di essi, diverse scene della vita di Cristo. La sua ultima opera documentata ad Avila, nel 1522, è il tabernacolo dell'altare maggiore, scolpito in alabastro, con scene della Passione. Gli viene anche attribuita la tomba di Hernán Núñez de Arnalte, tesoriere dei monarchi cattolici, nel monastero di San Tomas de Avila e molte altre opere ad Avila e in altre località vicine.
Nella provincia di Segovia completò le tombe di Beltrán de la Cueva, primo duca di Alburquerque, delle sue tre mogli e di suo fratello, nella chiesa del monastero di San Francisco de Cuéllar. Nella Cattedrale di Toledo, nel 1515, scolpì le tombe di Alonso Carrillo de Albornoz e Inigo Lopez Carrillo de Mendoza, nella cappella di San Ildefonso. Nella provincia di Valladolid, con Alonso Berruguete, realizzò, nel 1523, la pala d'altare della cappella del monastero di Olmedo.